# Supertaça Liga Futebol Amadora de 2017
A Supertaça Liga Futebol Amadora de 2017 foi a segunda edição do torneio anual timorense, que reúne os campeões das duas principais competições nacionais. 
Foi organizada pela FFTL e pela então Liga Futebol Amadora (atual Liga Futebol Timor-Leste). O campeão foi a equipe do Karketu Dili F.C., que conquistou a sua primeira supertaça.

## Participantes
| Clube             | Qualificação                            | Data da qualificação  | Participações |
| ----------------- | --------------------------------------- | --------------------- | ------------- |
| Karketu Dili      | Campeão da Liga Futebol Amadora de 2017 | 2 de setembro de 2017 | 1ª            |
| Atlético Ultramar | Campeão da Taça 12 de Novembro de 2017  | 28 de outubro de 2017 | 1ª            |

## Partida Final
A partida final foi realizada no Estádio Municipal, em Díli.
| 18 de novembro de 2017 | Karketu Dili                                                                 | 4 - 0 | Atlético Ultramar | Estádio Nacional de Timor-Leste |
| 15:00 UTC+9            | Oligario Boavida 45', 48' · Alan Leandro 55' (pen.) · Henrique Conceição 72' |       |                   |                                 |

### Premiação
| Supertaça Liga Futebol Amadora de 2017 |
| Timor-Leste                            |
| -------------------------------------- |
| Karketu Dili Campeão (1º título)       |